# Зайончек (Любуське воєводство)
Зайончек (пол. Zajączek, нім. Haasel) — село в Польщі, у гміні Ліпінки-Лужицькі Жарського повіту Любуського воєводства.
Населення — 207 осіб (2011).
У 1975-1998 роках село належало до Зеленогурського воєводства.

## Демографія
Демографічна структура станом на 31 березня 2011 року:
|          | Загалом | Допрацездатний вік | Працездатний вік | Постпрацездатний вік |
| -------- | ------- | ------------------ | ---------------- | -------------------- |
| Чоловіки | 103     | 23                 | 74               | 6                    |
| Жінки    | 104     | 15                 | 72               | 17                   |
| Разом    | 207     | 38                 | 146              | 23                   |